# Calle del Almendro
La calle del Almendro es una vía pública de la ciudad española de Madrid, situada en el barrio de Palacio, perteneciente al distrito Centro, que une la Cava Baja con plaza del Humilladero.

## Historia

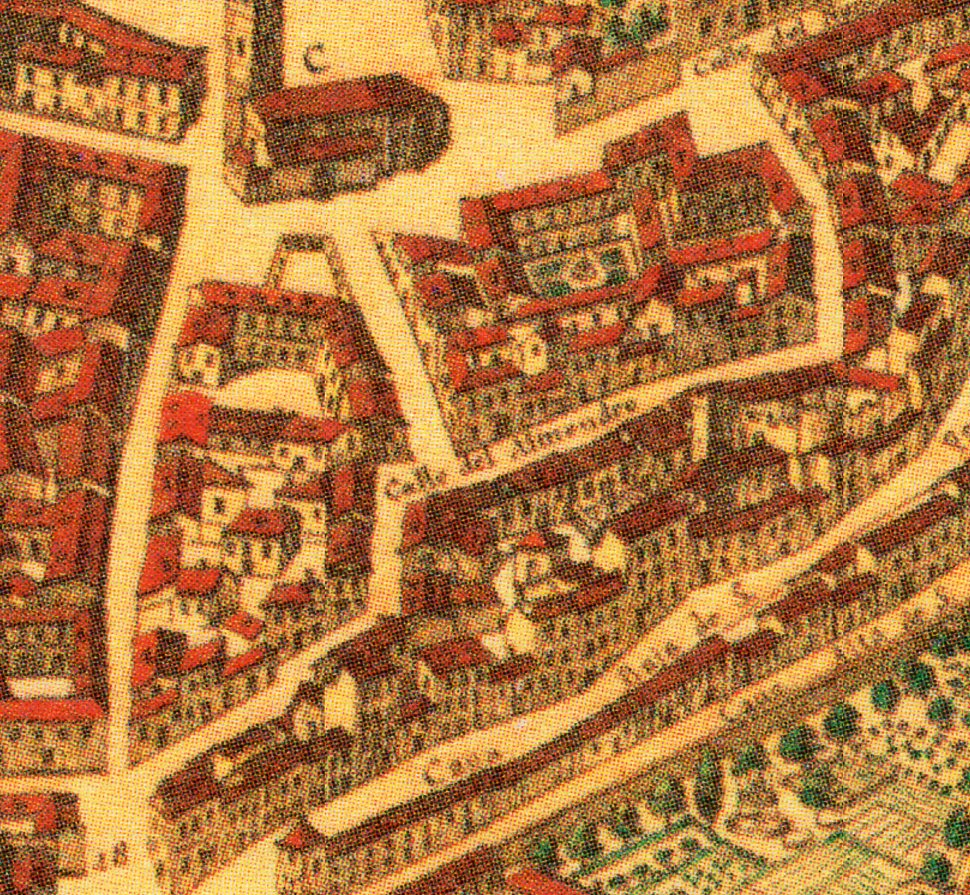
Calle del Almendro en el plano de Texeira (1656)

Comienza en la Cava Baja y finaliza su recorrido en la plaza del Humilladero. En el plano de Texeira de 1656 figura ya con la denominación «del Almendro». Antaño tenía un trazado más irregular.
En 1678 José Antonio Gramera compró al Concejo un pedazo de colgadizo a espaldas del Pósito Viejo, que estaba en la Cava Baja. En 1737, pidieron los propietarios de la calle que se abriese comunicación con la referida Cava, pero la solicitud fue denegada por efecto del mal momento del erario municipal. Dicha apertura se abrió en el siglo XIX. En 1889 se conservaban antecedentes de construcciones particulares desde 1627.
En el espacio que ocupa la calle se encontraba antiguamente el jardín de la casa de Rodrigo de Vargas, uno de los descendientes de Juan Vargas. Cuando se formó la calle, quedó en su centro un almendro, que mandó arrancar el corregidor marqués de Grafal, al estorbar el tránsito por la vía.

## Referencias

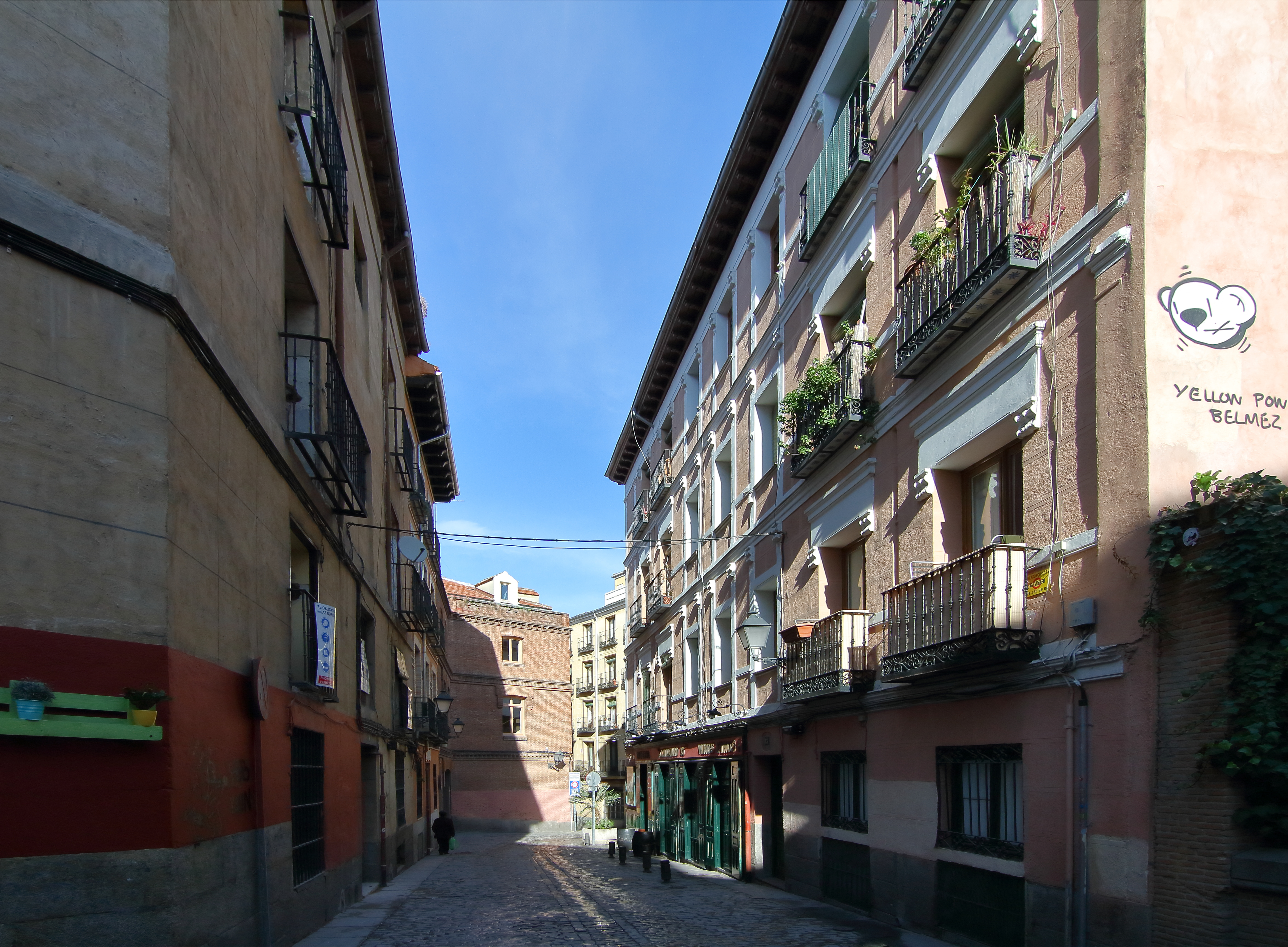
Calle del Almendro, desde el recodo en el número 15.